# Detlef Richter
Detlef Richter (Lipsia, 6 giugno 1956) è un bobbista tedesco.

## Biografia
Ai XIII Giochi olimpici invernali (edizione disputatasi nel 1980 a Lake Placid, Stati Uniti d'America) vinse la medaglia di bronzo nel Bob a quattro con i connazionali Roland Wetzig, Horst Schönau e Andreas Kirchner, partecipando per la nazionale tedesca (Germania Est), venne superata da quella svizzera e dall'altra tedesca.
Il tempo totalizzato fu di 4:00,97 con un distacco di poco più di un secondo rispetto alle altre classificate 3:59,92 e 4:00,87 e i loro tempi.
Inoltre ai campionati mondiali vinse alcune medaglie:
- nel 1979, argento nel bob a quattro con Meinhard Nehmer, Hans-Jürgen Gerhardt e Bernhard Germeshausen
- nel 1983, bronzo nel bob a quattro con Henry Gerlach, Thomas Forch e Dietmar Jerke
- nel 1985, argento nel bob a due e nel bob a quattro con Dietmar Jerke, Matthias Legler e Bodo Ferl.[3]
- nel 1986, bronzo nel bob a due[4]